# Nahiyat Ghammas
Nahiyat Ghammas (arabiska: ناحية غماس) är en ort i Irak.   Den ligger i distriktet Qada Al-Shamiya och provinsen Al-Qadisiyya, i den centrala delen av landet, 180 km söder om huvudstaden Bagdad. Nahiyat Ghammas ligger 18 meter över havet och antalet invånare är 30 909.
Terrängen runt Nahiyat Ghammas är mycket platt. Runt Nahiyat Ghammas är det ganska tätbefolkat, med 96 invånare per kvadratkilometer. Nahiyat Ghammas är det största samhället i trakten. Trakten runt Nahiyat Ghammas är ofruktbar med lite eller ingen växtlighet.